# Jonathan Viera
Jonathan Viera (ur. 21 października 1989 w Las Palmas de Gran Canaria) – hiszpański piłkarz występujący na pozycji pomocnika w chińskim klubie Beijing Guo’an.
W reprezentacji Hiszpanii zadebiutował 9 października 2017 w wygranym 1:0 meczu z Izraelem.